# 1242: Врата на Запад
«1242: Врата на Запад» (англ. 1242 — Gateway to the West) — будущий исторический фильм совместного производства Великобритании, Монголии и Венгрии, работа над которым началась в 2022 году. Главные роли в нём сыграли Рэй Стивенсон, Джереми Ноймарк Джонс, Эрик Робертс.

## Сюжет
Действие фильма происходит в XIII веке. Армия монголов под командованием Батыя вторгается в Восточную Европу, но там она неожиданно сталкивается с ожесточённым сопротивлением.

## В ролях
- Рэй Стивенсон — Цезареан
- Эрик Робертс — капитан Акос
- Джереми Ноймарк Джонс — Евсевий
- Дэвид Шофилд — Сикардий

## Производство
Работа над фильмом началась в 2022 году. Её режиссёром стал венгр Петер Шоош, сценарий написали Арон Хорват и Джоан Лейн, продюсерами стали Билл Чемберлен и Корнел Сипос. Одну из главных ролей получил Кевин Спейси, для которого это должна была быть первая работа в кино после скандала, разрушившего его карьеру. Другие роли получили Эрик Робертс, Джереми Ноймарк Джонс. Съёмки начались в октябре 2022 года и проходили в Венгрии и Монголии. Постпродакшеном занимались британские студии LipSync, Pinewood Studios и Abbey Road Studios.
До начала съёмок Спейси заменили на Рэя Стивенсона. Тот умер в 2023 году, когда фильм проходил стадию постпродакшена, так что для него «Врата на Запад» стали последним проектом.